# Lithocarpus siamensis
Lithocarpus siamensis är en bokväxtart som beskrevs av Aimée Antoinette Camus. Lithocarpus siamensis ingår i släktet Lithocarpus och familjen bokväxter. Inga underarter finns listade.